# Aspidacantha
Aspidacantha är ett släkte av tvåvingar. Aspidacantha ingår i familjen vapenflugor.
Kladogram enligt Catalogue of Life:
| Aspidacantha | \| \| Aspidacantha aethiops \| \| \| \| \| \| Aspidacantha atra \| \| \| \| \| \| Aspidacantha minuta \| \| \| \| |
|              | \| \| Aspidacantha aethiops \| \| \| \| \| \| Aspidacantha atra \| \| \| \| \| \| Aspidacantha minuta \| \| \| \| |
|              | Aspidacantha aethiops                                                                                             |
|              | |
|              | Aspidacantha atra                                                                                                 |
|              | |
|              | Aspidacantha minuta                                                                                               |
|              | |